# レゴ・トレインシリーズ

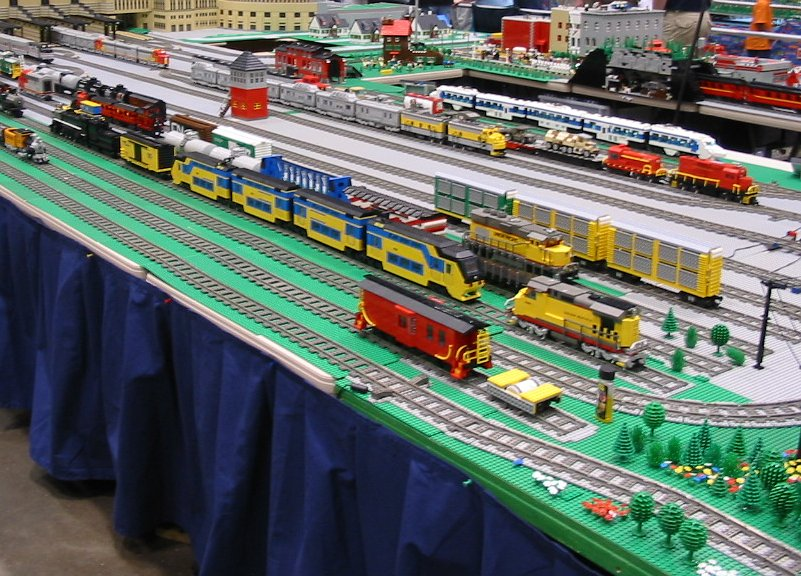
2005年7月9日にオハイオ州シンシナティで開催されたナショナル・トレイン・ショーに登場したレゴ・トレインの大規模なレイアウトの一部

レゴ・トレインシリーズ（LEGO Trains）とは、レゴ社が1966年より発売している子供向け玩具である。
プラスチックの部品を組みあわせるレゴの一種で、セットの基本構成は主に列車もしくは機関車と牽引する貨車、駅、などがあるほか、軌陸車や保線用の車両、駅舎などの単品のセットも用意されている。
子供のファンのみならず、大人のファンも多く存在するシリーズである。
軌間は37.5mmでファンたちの間ではしばしば鉄道模型規格になぞらえて”Lゲージ"とも呼ばれている。

## 概要

### 4.5Vシステム
トレインシリーズの源流となるのは1966年に発売された、4.5Vシリーズのセットナンバー080の基本セットによるものである。4.5Vシリーズの基本となるものは4.5Vモーター、電池ボックス、そしてレールである。駆動用の電源は単二電池3本である。レールは直線と曲線が発売され、軌間や長さ、曲率は2015年現在も供給されているレールと同一であり、一周はカーブレール18本である。
1966年当時のレールは2015年現在の主流の一体整形のレールではなく、2×8ポッチの枕木プレートとレール2本で一対となるような組み立て式だった。また、成型色はグレーではなく当時は青色であった。
4.5Vシリーズで1966年に発売された製品は上記の三点のほか、セット品・単品で蒸気機関車をモチーフにした機関車がラインナップされた。
1967年には前年の直線と曲線レールに加えて交差レールと左右のポイントレールが追加され、1968年以降はそれまでフック式だった連結器がマグネット式へと変更され、形状は幾度も改良されて行くが以後の連結器とも互換性を有する仕様になっている。

### 12Vシステムの登場
1969年には従来の4.5Vシステムに加えて新たに12Vシステムが追加された。12Vシステムのレールには給電用のレールが用意され、その給電用のレールから集電シューを介してモーターに電力を供給するシステムを採った。直線と曲線レールは従来の4.5Vシステムのレールに給電用のレールを追加することで使用することが可能になっているが、ポイントは新規の部品として供給されたが、その代わりに自動切り替えを装備することとなった。給電用のレールにはパワーパックを介して12Vが供給される仕組みである。パワーパックにはポイント切り替え用の端子も装備されていた。
1978年には現行のミニフィグが登場したが、客車などはまだミニフィグが乗ることを考慮されていない仕様だったため、窓などのパーツはシールだったり、内装の再現まではされていなかった。1978年当時のレゴのキットではまだミニフィグを乗せられるスケールを意識した製品が少なかった。
1980年にはマイナーチェンジが行われ、12Vシステムに変わりは無いものの、幾つかの変更が加えられた。まず一番大きな変化がレールの色が1966年から一貫して使用されてきた青色から灰色に変更されたこと、レールはクリップ固定式に変更され、クリップ固定式用の枕木パーツが追加されたが、レールの曲率、長さ、ポイントの規格には互換性があり、従来のプレートにも固定可能な仕様とした。また1979年以前は2×4のブロック型のホルダーに金属製の車軸と車輪を取り付けていた、もしくは車輪台枠と連結器が一体となっているものであったが、車輪と車軸が一体となったパーツに変更された。またミニフィグの登場時には意識されていなかった、ミニフィグスケール化も行われ、透明な窓パーツやミニフィグスケールのドアパーツに刷新された。また同時期には2灯式信号機や自動踏切も導入された。

### 9V規格の登場とシステムの再構築

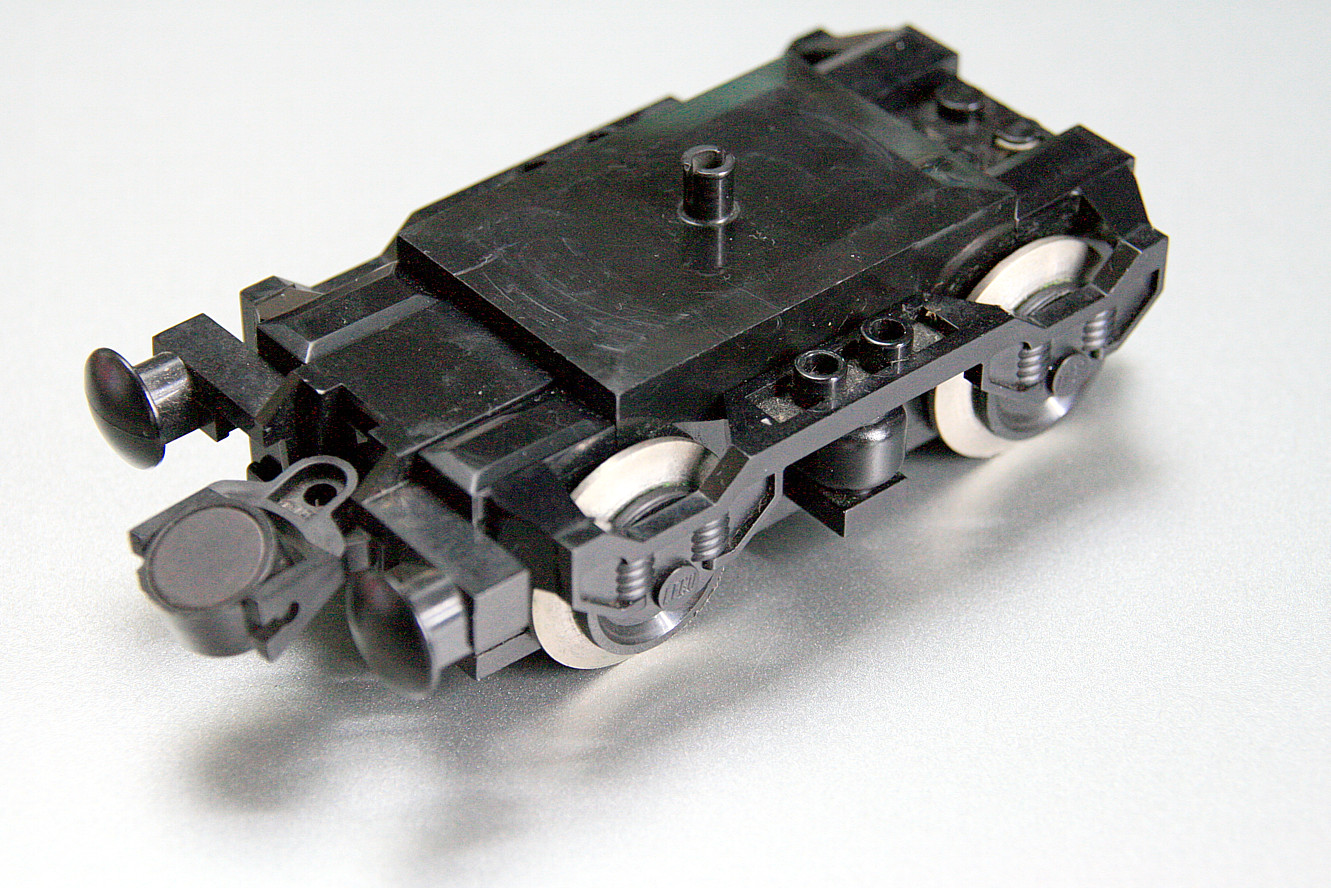
9Vトレインモーター

1986年には街シリーズと宇宙シリーズに音と光を用いる物としてLight & Soundと呼ばれるものが登場した。これまでの電気系の違いとしては、電池ボックスの小型化のために006P型の乾電池を使用した9V規格になったことと、ケーブルの取り回しを簡略化するためにポッチに通電用の端子を埋め込んだ、通電プレート、サイレンを鳴らすことこできるサウンドユニット、ライトが用意されたが、トレインシリーズに9V規格が登場するのはそれからおよそ5年後の事である。
9V規格が登場してしばらくの間はレゴの電気規格はトレインシリーズの4.5V・12V規格と街・宇宙シリーズの9V規格が混雑している期間が続いていたことになる。そんな中登場したのが1987年に発売された、モノレールシリーズである。運用形態としてはレールの真ん中に凸上にラックギアがあり、それを挟む形でピニオンギアが駆動する方式を採用していた。9V規格を駆動に用いた点を考えると、後に登場する9Vトレインシステムの先駆けとも呼べるものである。
そして、トレインシリーズは1991年に9V規格へと移行が行われることとなった。9V規格への移行に当たっては従来の4.5V・12V規格との互換性を失い、新たなシステムへと再構築された。9Vシステムの特徴としては、軌匡形状のレールが用意され、12Vシステムでは給電用のレールから電力を得ていたのに対して、ステンレスコートのされたレールから電力を得る方式に変更された点である。軌間は従来と同一なため9Vシステムのレール上で4.5Vシステムの走行は可能である。
9Vシステムの移行に当たっては12Vシステムにあった自動切り替えや自動踏切、2灯式信号機などのギミックは廃され、とても簡素な物となった。
9Vシステムの基本的な構成は、軌匡形状のレールと給電用のコード、そしてスピードレギュレーター、9Vトレインモーターである。給電用のコードには電極が装備されていて、レールの両サイドに取り付けることでレールに電力が供給されるようになっており、9Vトレインモーターの車輪はフランジ部が金属製で、フランジがレールに接触することによりそこから集電し、モーターに電力供給する形態となっている。9Vトレインモーターには通電用のポッチが用意され、そこからライトなどの電源が取れるような工夫がなされていた。また、車輪パーツも刷新され、4.5V・12Vシステムの車輪幅は1ポッチ幅だったのに対して新しく用意された車輪パーツは車輪幅が半ポッチに変更され、その代わりに軸受け、軸バネを再現した台車枠が装備され、リアリティが増した。

### RCシステムの登場
2006年にレゴ社は金属製レールよりも低コストなプラスチック製のレールに戻し、新たにバッテリーで駆動し赤外線でコントロールするトレインシリーズの製品を発表した。この製品は専用の6ポッチ幅のベースが用意され、そこに電池を搭載する形態を採った。この新しいバッテリー駆動方式は従来の9Vトレインシリーズと比較して、独立して一台の電車をコントロールでき、またレールレイアウトの面でも、9Vシステムと違い極性や導通を気にすることなくレールの配置ができる優れた点があったが、その反面バッテリーの交換が必要になった。極性を気にすることが無い点から2007年には、クロスポイントレールが追加された。

### Power Functionsシリーズ
2007年10月1日にレゴ社は、9VシステムとRCシステムの終息を発表した。その理由として9Vシステムでは利益を上げるのが困難なこと、9Vシステムの製品群の中で9Vトレインモーターやスピードレギュレーターの利用範囲の狭さが挙げられた。その発表の中で新システムの発売を2009年頃に行い、レゴ・テクニックシリーズの部品を用い、Power Functionsシリーズと呼ばれる新規格に移行することが明らかにされた。
新規格の製品としては2009年の夏に発表された、"#10194 エメラルドナイト"と呼ばれる、蒸気機関車のキットが最初である。
Power Functionsシリーズには、新設計の充電式バッテリーと新設計の赤外線コントローラとレシーバー、そしてPower Functionsモーターである。なお、先代のRCシステムも同様に赤外線通信での制御であるが、互換性は無くなっている。レールに関してはRCシステムと同一の物が使用されており、9Vシステムのレールとも、ステンレスコート以外は同一の物となっており互換性を有している。

## 製品リスト
| 品番 | 製品名                       | 発表年 | 備考       |
| ---- | ---------------------------- | ------ | ---------- |
| 6399 | エアポートシャトル           | 1990   |            |
| 4515 | Straight Rails               | 1991   |            |
| 4520 | Curves Rails                 | 1991   |            |
| 4531 | Manual Points                | 1991   |            |
| 4536 | Blue Hopper Car              | 1991   | 日本未発売 |
| 4539 | Manual Level Crossing        | 1991   |            |
| 4543 | Railroad Tractor Flatbed     | 1991   | 日本未発売 |
| 4546 | Road and Rail Maintenance    | 1991   |            |
| 4547 | Club Car                     | 1991   | 日本未発売 |
| 4548 | スピードレギュレーター       | 1991   |            |
| 4554 | Metro Station                | 1991   |            |
| 4558 | インターシティライナー       | 1991   |            |
| 4563 | Load and Haul Railroad       | 1991   |            |
| 4537 | Octan Twin Tank Rail Tanker  | 1993   |            |
| 4549 | Container Double Stack       | 1993   |            |
| 4525 | Road and Rail Repair         | 1994   |            |
| 4544 | Car Tranrport Wagon with Car | 1994   |            |
| 4564 | Freight Rail runner          | 1994   |            |
| 4552 | Cargo Crane                  | 1995   |            |
| 4559 | Cargo Railway                | 1996   |            |
| 4565 | Freight and Crane Railway    | 1996   |            |
| 2126 | Train Car                    | 1998   | 日本未発売 |
| 3225 | Classic Train                | 1998   | 日本未発売 |
| 4541 | Rail and Road Service Truck  | 1999   | 日本未発売 |
| 4560 | Railway Express              | 1999   | 日本未発売 |